# Кубок Кипра по волейболу среди мужчин
Кубок Кипра по волейболу — второй по значимости, после национального чемпионата, турнир в стране. Проводится с 1975 года.

## Чемпионы
| - 1975 «Анортосис» Фамагуста - 1976 «Анагеннизис» Дериния - 1977 «Анагеннизис» Дериния - 1978 «Анортосис» Фамагуста - 1979 АПОЭЛ Никосия - 1980 «Анортосис» Фамагуста - 1981 АПОЭЛ Никосия - 1982 АПОЭЛ Никосия - 1983 «Неа Саламина» Фамагуста - 1984 АПОЭЛ Никосия - 1985 АПОЭЛ Никосия - 1986 «Анортосис» Фамагуста - 1987 «Анортосис» Фамагуста - 1988 «Анортосис» Фамагуста - 1989 «Анортосис» Фамагуста - 1990 «Неа Саламина» - 1991 «Анортосис» Фамагуста - 1992 «Неа Саламина» - 1993 «Анортосис» Фамагуста - 1994 «Анортосис» Фамагуста - 1995 «Анортосис» Фамагуста | - 1996 «Анортосис» Фамагуста - 1997 «Пафиакос» - 1998 «Анортосис» Фамагуста - 1999 «Омония» Никосия - 2000 «Неа Саламина» - 2001 «Неа Саламина» - 2002 «Неа Саламина» - 2003 «Неа Саламина» - 2004 «Пафиакос» - 2005 «Анортосис» Фамагуста - 2006 «Омония» Никосия - 2007 «Дионисос» Пафос - 2008 «Пафиакос» - 2009 «Омония» Никосия - 2010 АЭК Каравас - 2011 «Неа Саламина» - 2012 - 2013 - 2014 - 2015 |

## Титулы
| Клуб                     | Победы |
| «Анортосис» Фамагуста    | 14     |
| «Неа Саламина» Фамагуста | 8      |
| АПОЭЛ Никосия            | 5      |
| «Омония» Никосия         | 3      |
| «Пафиакос» Пафос         | 3      |
| «Анагеннизис» Дериния    | 2      |
| АЭК Каравас              | 1      |
| «Дионисос» Пафос         | 1      |